# Gilabert de Centelles i de Castellet
Gilabert de Centelles i de Castellet (? - 1368) fou Senyor de les baronies de Nules i de Centelles, fou un conseller del rei Pere III el Cerimoniós, militar i governador general de Mallorca. Derrotà Jaume III de Mallorca a la batalla de Llucmajor.
Gilabert de Centelles participà, entre 1343 i 1344, en les expedicions militars al Regne de Mallorca i al Comtat del Rosselló en la guerra de Pere el Cerimoniós contra Jaume III de Mallorca amb l'objectiu de reintegrar els territoris de la Corona de Mallorca a la Corona d'Aragó. El rei li confià el 1344 la castellania de Canet, al Rosselló, i després, l'alcaldia del castell de Xàtiva i la potestat d'Albaida. Durant les lluites de la Unió de València es mantingué al costat del rei i el 1347 prengué part en la batalla de Bétera, on els reialistes foren derrotats. El 1348 fou nomenat governador general de Mallorca amb la missió de reprimir aixecaments en favor Jaume III. Afrontà el desembarcament d'aquest a Pollença l'octubre del 1349 i, amb les tropes de reforç de Riambau de Corbera, governador de Sardenya i Còrsega, el derrotà a la batalla de Llucmajor el 25 d'octubre del mateix any, on aquell morí decapitat.
El 1353, per fer front a la Revolta de Sardenya reuní les tropes i els vaixells amb què Mallorca contribuïa a l'expedició a Sardenya comandada per Bernat II de Cabrera, amb el qual passà també a l'illa, participant en la batalla de Quart. El 1354 acompanyà el rei Pere en una nova expedició a Sardenya, on tornà novament al cap d'un estol per dominar la rebel·lió de Matteo Doria el 1358.
Prengué part en la guerra contra el Regne de Castella, i dins el consell reial formà part del grup contrari al privat Bernat II de Cabrera, contra el qual declarà en el procés del 1364. L'any 1363 el rei li vengué la jurisdicció de Castellcir (Moianès).